# Synagoga w Gorzkowicach
Synagoga w Gorzkowicach – synagoga znajdująca się w Gorzkowicach przy rynku, pod numerem 9.
Synagoga została zbudowana w drugiej połowie XIX wieku. Podczas II wojny światowej, w 1943 roku hitlerowcy spalili synagogę. Po zakończeniu wojny opuszczony i zrujnowany budynek wyremontowano i znacznie przebudowano z przeznaczeniem na magazyn zboża. Budynek synagogi pełnił tę funkcję do roku 2008, kiedy to został rozebrany.